# Хеванорра (аэропорт)
Международный аэропорт Хеванорра (ИАТА: UVF, ИКАО: TLPL) — международный аэропорт, расположенный в районе города Ла Турне в приходе Вьё-Фор. Крупнейший аэропорт Сент-Люсии.
Аэропорт может обслуживать 700 000 пассажиров в год и принимать самолёты типов Boeing 747, Airbus A330, Airbus A340, Boeing 777 и другие дальнемагистральные реактивные самолёты. Техническое обслуживание воздушных судов осуществляется компанией «Caribbean Dispatch Services».

## История

### Деятельность как военная авиабаза
Аэропорт Хеванорра был создан на месте авиабазы Бин, использовавшейся в качестве военного аэродрома военно-воздушными силами США во время Второй мировой войны и несколько лет после её окончания. Авиабаза начала работу под названием аэродром Бин в начале 1941 года с целью защиты Сент-Люсии и стран Карибского моря. Впоследствии он был переименован в авиабазу Бин и эксплуатировался военно-воздушными силами США до 1949 года.
Бывшая военная авиабаза была преобразована в коммерческий аэропорт. Аэропорт имеет одну действующую взлётно-посадочную полосу и одну недействующую, которая ранее использовалась на авиабазе.
Название аэропорта образовано от индейского слова, означающего «земля игуан».

### Деятельность как аэропорт
Авиакомпания BWIA West Indies Airways ввела в эксплуатацию Boeing 727-100 в 1965 году начала выполнение рейсов туда и обратно по маршруту Тринидад и Тобаго — Барбадос — Сент-Люсия — Пуэрто-Рико — Ямайка — Монтего-Бей — Майами раз в неделю. К 1971 году BWIA начала эксплуатацию самолёт Boeing 707 на маршруте Порт-оф-Спейн — Сент-Люсия — Антигуа — аэропорт имени Джона Кеннеди два раза в неделю.
По данным Official Airline Guide в середине и конце 1970-х годов аэропорт обслуживали три авиакомпании: British Airways, BWIA West Indies Airways (ныне BWIA International), которые выполняли рейсы на самолётах Boeing 707, и Eastern Airlines, выполнявшая рейсы на Boeing 727-100. Выполнялись беспосадочные рейсы из аэропорта Хитроу. Еженедельно выполнялись рейсы на Boeing 707, выполняемые British Airways из Барбадоса и из Порт-оф-Спейна, а также беспосадочные рейсы, выполняемые Eastern Airlines на Boeing 727-100 из Форт-де-Франс, Пуэнт-а-Питра и Порт-оф-Спейна, а также рейсы на Boeing 727 из Сан-Хуана и Санта-Круса.Также в 1976 году, в соответствии со своим расписанием, BWIA International выполняла беспосадочные рейсы на Boeing 707 в Хеванорру из Порт-оф-Спейна два раза в неделю, а также еженедельные беспосадочные рейсы на Boeing 707 из Нью-Йорка, с промежуточной посадкой в Антигуа или Барбадосе.
British Airways и BWIA International начали выполнение рейсов в аэропорт на широкофюзеляжных лайнерах в 1993 году. British Airways эксплуатировала самолеты Boeing 747-200, а BWIA — Lockheed L-1011 Tristar. По данным OAG, BWIA International выполняла беспосадочные рейсы из Франкфурта и аэропорта Хитроу, а также рейсы с промежуточной посадкой из Цюриха. British Airways выполняла рейсы с промежуточной остановкой из аэропорта Гатвик.
В 1994 году American Airlines начала выполнение ежедневных рейсов на Boeing 727-200 из Вашингтонского аэропорта имени Даллеса с остановкой в Сан-Хуане, а также беспосадочные рейсы на Boeing 757-200 по выходным из нью-йоркского аэропорта имени Джона Кеннеди. Leisure Air также выполняла рейсы из аэропорта имени Джона Кеннеди один раз в неделю на Airbus A320. BWIA выполняла рейсы на McDonnell Douglas MD-80 три раза в неделю из Майами с остановкой в Антигуа. К следующему году American Airlines начала эксплуатировать более крупные широкофюзеляжные лайнеры Boeing 767-300 на своих беспосадочных рейсах по выходным из аэропорта Джона Кеннеди и Airbus A300 на рейсах из аэропорта Джона Кеннеди, но с промежуточной посадкой в Сан-Хуане. British Airways выполняла рейсы из аэропорта Гатвик на Boeing 747-200. Также в 1995 году BWIA выполняла беспосадочные рейсы на McDonnell Douglas MD-80 из аэропорта имени Джона Кеннеди четыре раза в неделю, а также прямые рейсы из Майами на MD-80 с промежуточной остановкой в Антигуа и на L-1011 на рейсах из Барбадоса и Порт-оф-Спейна без промежуточной остановки. Барбадос и Порт-оф-Спейн. Air Canada выполняла беспосадочные рейсы по выходным из Торонто на самолётах Airbus A320 и Boeing 767-200.

## Расширение
На фоне ростущего туризма в Сент-Люсии было предложено построить новый аэровокзал в аэропорту Хеваннора. Предполагается, что новый терминал будет более чем в два раза больше нынешнего, оснащён 6—8 телетрапами и 13 местами для стоянки лайнеры, включая одно место, способною обслуживать Airbus A380. В настоящее время в аэропорту имеется семь парковочных мест, два из которых способны принимать широкофюзеляжные лайнеры.
Согласно генеральному плану, взлётно-посадочная полоса также будет расширена. Нынешняя взлётно-посадочная полоса Хеванорры длиной 2744 метров и шириной 45,72 достаточно длинная, чтобы обслуживать большинство коммерческих самолетов. Однако недостаточна для обслуживания Airbus A380, для которого требуется ВПП в 60,96 метров в ширину и не менее 3050 метров в длину. Также планируется использовать заброшенную бетонную взлетно-посадочную полосу к северу от аэропорта, которая была построена американскими военными ещё во время Второй мировой войны в качестве рулёжной дорожки для грузовых самолётов. Одно из предложений состоит в том, чтобы перенести грузовые операции в северную часть аэропорта, создав всю необходимую инфраструктуру, а также две стойки для самолётов размером до Boeing 747.
Предполагается, что этот проект будет финансироваться за счет увеличения аэропортового налога, который в настоящее время составляет примерно 290 канадских долларов за каждого пассажира.

## Характеристики
Аэропорт использует одну взлётно-посадочную полосу с востока на запад. В результате пассатов, которые дуют на северо-восток через Сент-Люсию, самолёты обычно прибывают и вылетают в восточном направлении. Это приводит к тому, что типичная траектория полета прибывающих самолётов проходит вдоль западного побережья Сент-Люсии, в то время как вылетающие рейсы обычно летят вдоль восточного побережья острова. В относительно редких случаях погодные условия, такие как тропические циклоны, могут вынудить самолёты взлетать и садиться в западном направлении.
Заход на посадку может осуществляться по RNAV, VOR/DME и NDB.
Аэропорт принимает следующие воздушные суда: Boeing 777-200 авиакомпании British Airways, Boeing 787-9 Virgin Atlantic, Airbus A321 JetBlue, Airbus A320 American Airlines и JetBlue, Airbus A319 American Airlines, Boeing 737-900 Delta Air Lines, Boeing 737-800 American Airlines и Boeing 737-8 MAX Air Canada.

## Объекты в аэропорту
В аэропорту находиться офис Восточно-карибского управления гражданской авиации.

## Авиационные происшествия и катастрофы
- 19 февраля 1979 года при заходе на посадку в аэропорт Хеванорра потерпел крушение самолёт Boeing 707-123B. Самолёт совершил грубую посадку и скозлил, разрушив носовое шасси. Никто не погиб. Самолёт был серьёзно поврежден и не подлежал ремонту[27].
- 24 декабря 2013 года Airbus A330-300 приземлился на мокрой полосе аэропорта Хеванорра и получил серьёзные повреждения нижней части фюзеляжа. Был восстановлен[28][29].